# شهرستان هال (تگزاس)

موقعیت شهرستان در ایالت تگزاس

هال یکی از شهرستان‌های ایالت تگزاس می‌باشد.
این شهرستان در شمال این ایالت است.
جمعیت این شهرستان در سال ۲۰۱۰ میلادی معادل ۳۳۵۳ نفر بود.